# オルタネート
『オルタネート』は、加藤シゲアキによる長編小説。2020年11月19日に新潮社より刊行された。第164回直木三十五賞候補、第42回吉川英治文学新人賞受賞作品。
高校生限定のマッチングアプリ「オルタネート」が必須のウェブサービスとなった現代で、東京の円明学園高等学校を主な舞台として、3人の少年少女とそれを取り巻く人々が「オルタネート」を媒介にして交錯してゆく青春小説、群像劇。

## 概要
自身5作目の長編小説（短編集を含めると6作目）。小説新潮にて2020年1月号から9月号まで連載後、11月19日に単行本として刊行された。第1回が掲載された2020年1月号は、小説新潮の記録に残る60年余の歴史で初の重版となった。
第164回直木賞候補に選出。第42回吉川英治文学新人賞を受賞。ジャニーズ事務所所属タレントの文学賞受賞は初。現役アイドルとしての文学賞受賞としても過去に例はない。そのほか、第8回高校生直木賞受賞、ダ・ヴィンチ「BOOK OF THE YEAR 2021」小説部門 第1位。
発売にあたりオフィシャルプロモーションビデオが制作された。企画を加藤自身が、映像制作をPERIMETRONが手掛けた。
2022年本作が翻訳されたインドネシア語版『Alternate』が出版予定。
2023年6月26日、新潮文庫より文庫化。この時点で累計発行部数は25万部を突破。
書名の「オルタネート」は、作中で重要な役割を果たすマッチングアプリの名称であり、英単語としては「交互に起こる」「交流する」「代わりのもの」といった意味がある。
青春小説が直木賞候補に選出されることは稀であり、その完成度が文壇で高く評価されたことから「青春小説の新たなる金字塔」と称される。

## 登場人物
新見 蓉（にいみ いるる）
円明学園高校3年の女子生徒で、調理部部長。高校生の料理コンテスト番組「ワンポーション」のペアの相手を探している。「オルタネート」を利用していない。名前は明治時代の作家、落語・寄席研究家の正岡容に由来している。
伴 凪津（ばん なづ）
円明学園高校1年の女子生徒。「オルタネート」のマッチング機能で運命の相手を探し求めている。
楤丘 尚志（たらおか なおし）
大阪の高校を中退し、かつてのバンド仲間を追って上京してきた。高校生ではないため、「オルタネート」を利用することができない。

## 執筆の狙い
若い人や初めて本を読む人をメインの対象に書かれた作品であった。
読書に苦手意識を持つ人が多い原因について加藤は、初めて読んだ本が難解だったために楽しめなかったという記憶がトラウマとなり読書を諦めさせているのだと考えた。そこで本作は、暗い部分や難解な内容を敢えて書かず身近でわかりやすい内容にすることで読書を楽しい経験にしてほしいという思いで執筆された。よって権威的な文学賞とは逆の方向性の、いわばジュブナイルノベルを目指したものであり、直木賞の候補に選出され話題になったことは著者自身大変意外であったという。
なお、刊行に合わせ、作品中に登場する料理のレシピカードの配布（初回限定特典）やプロモーションビデオ製作といった企画がされている。これは加藤が「自分をきっかけにして小説の楽しさを多くの人に知ってほしい」そして「自分を迎えてくれた文芸界や書店に還元できる取り組みをしたい」という願いで、多くの人に興味を持ってもらうために企画したものである。

## 受賞
- 第42回吉川英治文学新人賞[3]
- 第8回高校生直木賞[4]
- ダ・ヴィンチ「BOOK OF THE YEAR 2021」小説部門 第1位[5]

候補
- 第164回直木三十五賞
- 本屋大賞2021（8位）

## 評価

### 一般的な青春小説との違いについて
青春は全ての人が経験する季節だからこそ、それを小説にしようとすると在り来りなストーリーになりがちだが、本作はそこを回避している。登場人物には虚構的な名をつけ、現実からの切断を図っている。一般的な青春小説は読み進めるうちに読者自身の青春時代の記憶の回想が起こるが、『オルタネート』は自身の中にある価値観がざわめき、新たな思弁が起こると評された。

### 文学賞選考における評価
支持を得た点
- 場面を鮮明に瑞々しく想起させる。各章のそこかしこに光彩を感じる。
- 音楽や自然を形容する表現力は秀逸で、プロ作家としても抜きんでたものをもっている。
- 群像劇として一人ひとりの姿を立体的に描きだす筆力はみごとなものである。
- 劇的な事件が起こらないにもかかわらず物語を成立させ、加速させている点に手腕の高さがうかがえる。
- 連載時よりも自己検証し推敲しながらより善い作品になっており、伸びしろがある。
- きちんと作品のテーマを置き、そこにむかって真摯に小説を執筆している。

争点
表題でもある高校生専用のコミュニケーションツール「オルタネート」の設定がいささか緩いと捉えられる点について、その是非が直木賞選考会での主な争点になった。
北方謙三はこの点について「描かれているのはあくまでも青春の熱情」であるとし、あえてアプリの設定を甘くすることで、そこに描かれる普遍的な感情や情景が際立ち、青春小説としての完成度の高さが評価できるという見方を示した。著者の加藤自身もまさにそのつもりで、描きたかったのはあくまで若者の心の揺らぎの普遍性であり、アプリは人間関係を構築するための手段の一つであるとしている。
一方、三浦しをんはアプリの設定の緩さを強く疑問視した。高校を中退したユーザーがそれを申告しないならば高校生限定という設定の意味に疑問があり、現行のLINEの立ち位置や「オルタネート」の必要性についても疑問が生じたとした。ほかに幾人かの委員から、アプリについてもっと詳細に書くべきだった、物語が表面的であるなどの指摘があったが、これらの点については宮部みゆきがその答えとなる見方を示している。宮部は「年齢制限ではなく、高校生でなければ使えない（使わせない）という線引きは、何気ないようでいて残酷」であり「作者の現実を見る目の鋭さをうかがわせるもの」であると述べた。「オルタネート」はユーザーによる申告如何に関わらず、高校を中退すれば強制的に使用の権利を失うため中退が明らかになる。それゆえに現在以上に厳格で残酷な世界設定であるということができ、現状認識の鋭さを認めることができる。この残酷さが、爽やかな青春小説にそれとなく示されているという点を評価したものである。
各選評掲載文芸誌
- 第164回直木賞：「オール讀物」3・4月合併号（ASIN :  B08TYTXCJG / 出版社 : 文藝春秋 ）
- 第42回吉川英治文学新人賞：「小説現代」2021年5・6月合併号（ASIN :  B0929Z7KQ7 / 出版社 : 講談社）
- 第8回高校生直木賞：「オール讀物」2021年7月号 (創刊90周年記念特別号第1弾)（ASIN : B096LS2DMB / 出版社 : 文藝春秋）
- ダ・ヴィンチ「BOOK OF THE YEAR 2021」：本誌2022年1月号(2021年12月6日発売)

## 影響を受けたもの
本作執筆のための取材は一切していないと加藤本人が明かしている。
- 学校対抗の料理対決「ワンポーション」はアメリカのテレビ番組「ファイナル・テーブル」を参考にしている。作中に出てくる料理のレシピは、全て加藤本人が考えたものである[11]。
- マッチングアプリを扱ったきっかけとなったのは、TBSテレビで2016年4月から2021年3月まで毎週土曜日0:50 - 1:20に放送されていた、加藤と小山慶一郎がMCを務めたバラエティ番組「NEWSな2人」でのマッチングアプリに関する議論である[19][8]。
- 執筆に際して影響を受けた小説は恩田陸の『蜜蜂と遠雷』[17]。
- 福田里香の「フード理論」および著書『ゴロツキはいつも食卓を襲う』（太田出版）[20]

## 書籍情報
- 単行本 : 新潮社、2020年11月19日刊行、ISBN 978-4-10-353731-1
- 文庫本 : 新潮文庫、2023年6月26日刊行、ISBN 978-4-10-104023-3
- インドネシア語翻訳版（『Alternate』）: penerbit haru、2023年7月29日 Impactnatiin Japan Festival2023のポップアップストアでの特別先行販売[21]
- ハングル翻訳版（『얼터네이트』）[22]： ソミーメディア（소미미디어）、2022年11月10日 ISBN 979-1-13-843467-6

## オフィシャルプロモーションビデオ
映像ならば若い世代に届きやすく、本格的な映像を作ればそれ自体が話題になり本を手に取ってもらうきっかけにもなるからと、加藤が企画、新潮社編集部に提案した。オフィシャルプロモーションビデオは新潮社公式YouTubeアカウントで公開されている。映像制作はPERIMETRONが手掛けた。